# Sam Hinkie
 (mai 2016).
Sam Hinkie est l'ancien manager de l'équipe de basketball de Philadelphie : les 76ers de Philadelphie.